# 葉麗儀
葉麗儀（英語：Frances Yip Lai Yee，1947年10月22日—），澳洲華人，香港女歌手，1969年參加無綫電視《聲寶之夜》歌唱比賽奪冠而晉身樂壇，早期以唱歐西流行曲為主，直至1980年主唱無綫電視劇集《上海灘》同名主題曲而迅速走紅。此曲是膾炙人口，紅遍華人社區。1999年，《上海灘》一曲獲頒香港電台「20世紀十大金曲」。

## 生平履歷

### 早年經歷
葉麗儀在香港出生成長，祖籍廣東台山赤溪，是客家人。父親是漁農署職員，早年於油麻地蔬菜批發市場一帶的公務員宿舍居住，之後移居荃灣三棟屋村和楊屋道附近的海壩村木屋區。她曾就讀兩所小學，1959年畢業於荃灣官立小學，在1959年時獲派到圣嘉勒女書院升讀中學，為該校摩星嶺新校舍首批入學生。早于入行前曾任職匯豐銀行秘書（1964年應考香港中學會考之前銀行派員到校招募）、國泰航空，香港旅遊協會親善大使及輔警。

### 入行
1969年，年屆22歲的她參加無綫電視歌唱選秀節目《聲寶之夜》，以《You Don't Have To Say You Love Me》和《Yesterday》，獲評判顧嘉煇給予滿分而奪冠，迅速進入演藝界。1974年加盟倫敦百代唱片有限公司（EMI），成為旗下首位亞洲歌手。成名前曾翻唱羅文、鄭少秋等藝人的歌曲，結集出碟，也在星馬等六個國家灌錄過不同語言的唱片。

### 走紅
1980年，她首次灌錄原創粵語歌，乃無綫電視劇集《上海灘》的同名主題曲《上海灘》，由顧嘉煇作曲及編曲、黃霑填詞。由於以往唱粵語重混翻唱曲和英語慢歌居多，因此她在監製朱穗萍的指導下，嘗試轉換唱法，咬字方面也花了不少功夫。憑著出色的詞曲、歌手雄厚的唱腔和飽滿的氣息，《上海灘》迅速竄紅，至今乃是華人地區其中一首最具代表性的粵語流行曲。她也多次說道：「事到如今，我仍然是不唱那首歌就不能完場。」葉麗儀其後繼續為分別於1980年及1981年播出的無綫電視《上海灘》系列續集劇集《上海灘續集》及《上海灘龍虎鬥》主唱主題曲《萬般情》和《上海灘龍虎鬥》，俱由顧嘉煇作曲及編曲，並由黃霑填詞，三首歌曲均成為葉麗儀的首本名曲。
此外，1980年代初期她也曾經為《女黑俠木蘭花》、《红颜》等多部無綫電視劇集演唱主題曲。
1981年及1984年，葉麗儀與葉振棠合唱抒情曲《願你待我真的好》，以及無綫電視劇集《笑傲江湖》的同名主題曲《笑傲江湖》，兩曲都曾登上香港電台「中文歌曲龍虎榜」的周冠軍，其後發行過專輯《雙葉・笑傲江湖》；並獲商業電台支持先後在大專會堂及利舞臺戲院舉行《雙葉演唱會》，並由俞琤擔任司儀。

### 近年发展
在数十年的歌唱事業中，她先後推出過數十張音樂專輯，包括粵語、英語及國語歌曲，亦曾到世界各地登台演出。她在1996年確診了乳癌，經過積極治療，在2002年成功擊敗病魔。而在1997年香港主權移交時，英國政府撤出香港時之典禮，她更以流利的英語和粵語，而擔任女司儀。近年繼續活躍於香港樂壇，多次舉行個人演唱會（同時也有參與顧嘉煇之演唱會，分別在2012、2015及2016年），其出色表現獲觀眾一致肯定。葉麗儀與丈夫David在香港和澳洲悉尼市郊均擁有物業，家人則大多在澳洲，兩人為了工作會經常往返於兩地，但比較長留在澳洲。
2018年加盟了原音樂公司，推出專輯「葉麗儀48周年」SACD及黑膠唱片。新專輯包含不同的歌曲、製作和以往經典作品，並邀請到曾為張學友御用唱片製作人的香港金牌監製歐丁玉擔任製作人；同年举办《葉麗儀萬般瑰麗2018香港演唱會》，演唱多首多首名曲。
2019年2月15至16日，葉振棠及葉麗儀與香港中樂團合作，於香港文化中心音樂廳舉辦三場《動人心弦 - 葉麗儀·葉振棠香港中樂團情人節音樂會》，是二人繼1984年《雙葉演唱會》後再度合作舉辦演唱會。
2019年6月，受孫兒病情啟發，葉麗儀在悉尼举办出道50周年慈善籌款演唱會，为当地多個慈善組織筹款。

## 個人專輯
錄音室專輯

| - 愛你、愛你（1969年） - 情旅（1970年） - Popular Hits（1970年） - 默默的祝福（1970年） - 梅蘭，梅蘭我愛你（1970年） - Greatest Hits（1971年） - Frances Yip's Greatest Hits（1972年） - Merry Christmas To All（1972年） - 不要說再會歌曲精選（1972年） - 永恆的愛・誰的錯（1973年） - Golden Hits（1973年） - 香港假期（1973年） - Frances Yip's Target Hits（1973年） - 昨夜淚痕・愛如夢又像風（1974年） - 海艷（1974年） - 你是我的生命・給心上人的吻（1974年） - Discovery（1974年） | - Frances Yip（1974年） - リラ冷えの街（1974年） - 喜相逢（1974年） - Frances Scores Hits（1974年） - Ever Popular（與李貝妮合輯；1975年） - And the Sun Will Shine（1975年） - 的士夠生（1976年） - Something Old Something New（1976年） - 難忘名曲（1977年） - Take My Love（1977年） - 難忘名曲第二輯（1978年） - Discovery II（1978年） - 的士夠生第二集（1978年） - 難忘名曲第三輯（1979年） - 的士夠生第三集（1979年） - 難忘名曲第四輯（1980年） - 等你到底（1980年） | - 難忘名曲第五輯（1980年） - 上海灘（1980年） - 上海灘續集（1980年） - 葉麗儀（1981年） - 千金一刻（1982年） - 難忘名曲第六輯（1982年） - Frances（1983年） - 春的迴響（1984年） - 雙葉 笑傲江湖（與葉振棠合輯；1984年） - 葉麗儀（1985年） - 葉麗儀（1986年） - 快樂係時候（1987年） - 十九週年紀念（1988年） - The Music and the Voice（與鮑比達合輯；2012年） - Grace and Glory: Psalm 84（2013年） - 48週年（2018年） |

迷你專輯

| - 不了情（1969年） - 恨你入骨（1969年） - 歸來吧！懷念的人（1970年） - Raindrops Keeps Falling on My Head（1970年） - 何處找愛人（1970年） - 不了情・恨你入骨・難忘的初戀（1970年） - 今夜又是雨（1970年） - 臉兒紅心兒笑（1970年） | - 午夜結他（1970年） - Close to You（1971年） - 梅蘭，梅蘭我愛你（1971年） - 只有我和你・街燈下（1971年） - Love Story（1971年） - 我倆在一起・庭院深深（1971年） - It's Too Late（1971年） - White Christmas（1971年） | - 不要說再會（1972年） - 雨中徘徊・怕你騙我（1973年） - You've Got a Friend（1973年） - 永恆的愛・誰的錯（1973年） - All I Ever Need Is You（1973年） - The Way of Love（1973年） - Mr. Love（1973年） |

| 精選專輯 - 南遊第一張紀念金唱片（1971年） - Portrait of Frances Yip（1973年） - Frances Yip's Golden Hits（1975年） - 上海灘特輯（1981年） - 難兄難弟（1982年） - 難忘名曲精選（1982年） - 金曲精選（1986年） - 雙葉金曲特輯（與葉振棠合輯；1987年） - 笑迎人生（2003年） - 萬般瑰麗50周年（2020年） - 葉麗儀五十週年（2020年） - 葉麗儀金曲邁向55（2023年） | 現場錄音專輯 - 60分鐘演唱（1981年） - '83演唱會（1984年） - 雙葉演唱會特輯（與葉振棠合輯；1984年） - 獻出真善美音樂會（1998年） - 港樂葉麗儀Diva（2004年） - 葉麗儀與香港中樂團音樂會（2006年） - 45年香港情演唱會（2015年） - 動人心弦（與葉振棠合輯；2019年） |

## 派台歌曲成績
| 派台歌曲成績（四台） | 派台歌曲成績（四台） | 派台歌曲成績（四台） | 派台歌曲成績（四台） | 派台歌曲成績（四台） | 派台歌曲成績（四台） | 派台歌曲成績（四台） | 派台歌曲成績（四台）                     |
| -------------------- | -------------------- | -------------------- | -------------------- | -------------------- | -------------------- | -------------------- | ---------------------------------------- |
| 唱片                 | 歌曲                 | 903                  | RTHK                 | 997                  | TVB                  | 備註                 | 備註                                     |
| 1985年               |                      |                      |                      |                      |                      |                      |                                          |
| 葉麗儀 (1985年專輯)  | 再不想記起           |                      | 2                    |                      |                      |                      |                                          |
| 1988年               |                      |                      |                      |                      |                      |                      |                                          |
| 十九週年紀念         | 情人的眼淚           | 16                   | /                    |                      | /                    |                      |                                          |
| 1998年               |                      |                      |                      |                      |                      |                      |                                          |
| Lifestyle            | 不再悲哀的日期       | /                    | 17                   | /                    | /                    | 與馬浚偉合唱         | 與馬浚偉合唱                             |
| 2018年               |                      |                      |                      |                      |                      |                      |                                          |
| 48週年               | 從前慢               | -                    | -                    | 2                    | -                    |                      |                                          |
| 48週年               | 我的心裡只有你沒有他 | -                    | -                    | -                    | -                    |                      |                                          |
| 2019年               |                      |                      |                      |                      |                      |                      |                                          |
| 萬般瑰麗50周年       | 願                   | -                    | -                    | -                    | -                    | 翻唱曾路得歌曲       | 翻唱曾路得歌曲                           |
| 2020年               |                      |                      |                      |                      |                      |                      |                                          |
| 萬般瑰麗50周年       | 讓我跟你走           | -                    | -                    | -                    | -                    |                      |                                          |
| 派台歌曲成績（五台） |                      |                      |                      |                      |                      |                      |                                          |
| 唱片                 | 歌曲                 | 903                  | RTHK                 | 997                  | TVB                  | ViuTV                | 備註                                     |
| 2023年               |                      |                      |                      |                      |                      |                      |                                          |
| 金曲邁向55           | 記憶裡有愛           | -                    | ×                    | -                    | ×                    | ×                    |                                          |
| 金曲邁向55           | 永遠閃耀             | -                    | ×                    | -                    | ×                    | ×                    |                                          |
| 2024年               |                      |                      |                      |                      |                      |                      |                                          |
|                      | 感恩                 | -                    | ×                    | 1                    | ×                    | ×                    | 《葉麗儀感恩55周年香港演唱會2024》主題曲 |

| 各台冠軍歌總數（五台） | 各台冠軍歌總數（五台） | 各台冠軍歌總數（五台） | 各台冠軍歌總數（五台） | 各台冠軍歌總數（五台） | 各台冠軍歌總數（五台） |
| ---------------------- | ---------------------- | ---------------------- | ---------------------- | ---------------------- | ---------------------- |
| 903                    | RTHK                   | 997                    | TVB                    | ViuTV                  | 備註                   |
| 0                      | 0                      | 1                      | 0                      | 0                      | 五台冠軍歌總數：0      |

- （*）上榜中
- （-）未能上榜
- （×）沒有派往該台

## 担任司儀节目
- 1981年《群星拱照顾嘉煇》（与黄霑担任）
- 1981年《香港小姐競選》決賽（与何守信担任）
- 1982年－1983年《明珠K-100》（与Mike Souza和狄寶娜摩亞担任）
- 1987年《1987國際Miss Playboy競選》（与陳欣健担任）
- 1992年《國際群獅鑽禧耀香江》
- 1997年《英軍告別香港儀式》
- 1998年《星光閃耀新里程 新機場竣工慶典》
- 2023年《我們的煇煌金曲》

## 外部連結
- 葉麗儀唱片列表─華語流行樂壇總部網／粵語流行曲唱片目錄